# Quinto Márcio Crispo
Quinto Márcio Crispo (em latim: Quintus Marcius Crispus) foi um político da gente Márcia da República Romana nomeado cônsul sufecto em 36 a.C. com Lúcio Nônio Asprenas.

## Carreira
Crispo era membro da gente plebeia Márcia e foi provavelmente eleito primeiro para o cargo de edil em 58 a.C.. Foi depois nomeado como um dos legados de Lúcio Calpúrnio Pisão Cesonino, servindo na Macedônia entre 57 e 56-5 a.C.. Em algum momento entre 54 e 47 a.C., Crispo foi eleito pretor e, apesar de não ter nenhum laço forte com ele, já em 46 a.C., Crispo aparece servindo César na África como um de seus legados. Nesta parte da campanha, Crispo recebeu a responsabilidade de atacar a cidade de Thabena, que ele guarneceu com suas tropas depois depois de conquistá-la.
Em 45 a.C., Crispo foi nomeado governador propretorial da Bitínia e Ponto. No ano seguinte, levou três legiões até a província da Síria para ajudar o governador Lúcio Estaio Marco, aliado de César, que estava lutando contras as forças pompeianas do antigo governador Quinto Cecílio Basso. Os dois conseguiram encurralar Basso em Apameia e foram aclamados imperatores pelos soldados no início do ano seguinte.
Crispo foi substituído, em 43 a.C., como governador da Bitínia e, seu comando sobre as três legiões da Síria foi-lhe retirado por Caio Cássio Longino, um dos assassinos de César o novo governador, em 36 a.C.. No mesmo ano, em 1 de julho, substituiu Marco Coceio Nerva.